# Robert Gerhardt
Robert „Bob“ Buchanan Gerhardt (* 3. Oktober 1903 in Baltimore, Maryland; † 23. Januar 1989 in Erdenheim, Pennsylvania) war ein Ruderer aus den Vereinigten Staaten, der 1924 Olympiadritter im Vierer mit Steuermann war.

## Sportliche Karriere
Der 1,90 m große Robert Gerhardt ruderte nur zwei Jahre. 1924 wechselte er von Baltimore zum Pennsylvania Barge Club in Philadelphia. 
Der Vierer dieses Vereins mit Edward Mitchell, Henry Welsford, Robert Gerhardt, Sid Jelinek und John Kennedy vertrat die Vereinigten Staaten bei den Olympischen Sommerspielen 1924 in Paris. Die Vorläufe wurden von den Booten aus den USA, Frankreich, Italien und den Niederlanden gewonnen. Als Sieger des Hoffnungslaufs stellten die Schweizer das fünfte Boot im Finale. Im Finale siegten die Schweizer vor den Franzosen, dahinter erreichten die Amerikaner das Ziel als Dritte vor den Italienern.
Nach seiner kurzen sportlichen Karriere war er Versicherungs- und Finanzmakler.